# College 1975 FC
College 1975 FC ist ein Amateur-Sportverein aus Gibraltar. Sie spielen in der Gibraltar National League, der höchsten Spielklasse Gibraltars.

## Geschichte
Die Fußballabteilung pendelte mit wechselnden Vereinsnamen meist zwischen den beiden Ligen Gibraltars, bevor sich der Verein 2013 durch eine Partnerschaft mit Europa FC zu College Europa FC zusammenschloss und im selben Jahr durch den Beitritt Gibraltars zur UEFA zusätzliche Ressourcen erhielt, wodurch ein sofortiger Ergebnisanstieg erzielt werden konnte. Über den Rock Cup 2014 qualifizierte sich die Mannschaft für die Qualifikation zur Europa League 2014/15. Im Jahr 2015 endete die Partnerschaft zwischen beiden Seiten und während Europa FC erneut  die Qualifikation zur Europa League 2016/17 erreichte, musste College in der 2. Liga neu starten.
Dort spielte der Verein, bis die beiden Ligen 2019 fusionierten. In der ersten Saison, die wegen der COVID-19-Pandemie für ungültig erklärt wurde, platzierte er sich mit einem Punkt abgeschlagen auf dem letzten Rang.

## Erfolge
- Qualifikation zur UEFA Europa League 2014/15
- Pokalfinalist 2014

## Statistik
| Saisons   | Div. | Līga              | Platz | web    |          |
| --------- | ---- | ----------------- | ----- | ------ | -------- |
| 2013–2014 | 1.   | Premier Division  | 4.    | [ 1 ]  |          |
| 2014–2015 | 1.   | Premier Division  | 2.    | [ 2 ]  |          |
| 2015–2016 | 2.   | Second Division   | 12.   | [ 3 ]  |          |
| 2016–2017 | 2.   | Second Division   | 7.    | [ 4 ]  |          |
| 2017–2018 | 2.   | Second Division   | 7.    | [ 5 ]  |          |
| 2018–2019 | 2.   | Second Division   | 5.    | ▲      |          |
|           |      |                   |       |        |          |
| 2019–2020 | 1.   | National Division | P.    | [ 7 ]  | Pandemie |
| 2020–2021 | 1.   | National League   | 10.   | [ 8 ]  |          |
| 2021–2022 | 1.   | National League   | 8.    | [ 9 ]  |          |
| 2022–2023 | 1.   | National League   | 10.   | [ 10 ] |          |
| 2023–2024 | 1.   | National League   | 11.   | [ 11 ] |          |

## Europapokalbilanz
| Saison  | Wettbewerb         | Runde                  | Gegner   | Gesamt | Hin     | Rück    |
| ------- | ------------------ | ---------------------- | -------- | ------ | ------- | ------- |
| 2014/15 | UEFA Europa League | 1. Qualifikationsrunde | FC Vaduz | 0:4    | 0:3 (A) | 0:1 (H) |

Gesamtbilanz: 2 Spiele, 2 Niederlagen, 0:4 Tore (Tordifferenz −4)